# Joan Cañellas
Joan Cañellas Reixach (Santa María de Palautordera, Barcelona, 30 de septiembre de 1986) es un jugador de balonmano español, que juega de central o lateral izquierdo. Actualmente juega en el Club Handball Palautordera. 
Fue un componente de la selección española desde 2008 hasta su retirada en 2024, con la que se ha proclamado campeón del mundo en 2013 y campeón de Europa en 2018 y 2020.

## Clubes
- CH. Palautordera (inicios de su carrera - 1999)
- BM. Granollers (2000 - 2005)
- F. C. Barcelona (2005 - 2008)
- Fraikin BM. Granollers (2008 - 2009)
- BM. Ciudad Real (2009 - 2011)
- BM. Atlético Madrid (2011 - 2013)
- HSV Hamburgo (2013 - 2014)
- THW Kiel (2014 - 2016)
- RK Vardar (2016 - 2018)
- SC Pick Szeged (2018-2021)[3]
- Kadetten Schaffhausen (2021-2024)

## Palmarés

### Campeonatos
- Mundial de Clubes (2): 2010 y 2012
- Liga de Campeones: 2016/17

- Liga ASOBAL (2): 2005/06 y 2009/10
- Bundesliga: 2014/15
- Liga SEHA: 2016/17, 2017/18
- Liga de Macedonia: 2016/17, 2018
- Copa del Rey (4): 2007, 2011, 2012 y 2013
- Copa ASOBAL: 2011
- Copa de Macedonia: 2017, 2018
- Supercopa de España (3): 2007, 2011 y 2012
- Supercopa de Alemania (2): 2014 y 2015
- Supercopa de Macedonia: 2017
- Copa de Hungría de balonmano (1): 2019
- Liga húngara de balonmano (1): 2021
- Liga de Suiza de balonmano (3): 2022, 2023, 2024
- Copa de Suiza de balonmano (1): 2024

### Selección Española
- Medalla de bronce en el Campeonato Mundial de Balonmano Masculino de 2011
- Medalla de oro en el Campeonato Mundial de Balonmano Masculino de 2013
- Medalla de bronce en el Campeonato Europeo de Balonmano Masculino de 2014
- Medalla de plata en el Campeonato Europeo de Balonmano Masculino de 2016
- Medalla de oro en el Campeonato Europeo de Balonmano Masculino de 2018
- Medalla de oro en el Campeonato Europeo de Balonmano Masculino de 2020
- Medalla de bronce en el Campeonato Mundial de Balonmano Masculino de 2021
- Medalla de plata en el Campeonato Europeo de Balonmano Masculino de 2022
- Medalla de bronce en el Campeonato Mundial de Balonmano Masculino de 2023

### Distinciones individuales
- Máximo goleador del Campeonato Europeo de Balonmano Masculino de 2014